# Embajada de Ucrania en Grecia
La Embajada de Ucrania en Atenas es la misión diplomática de Ucrania en Grecia. El edificio de la embajada se encuentra en la calle Stephanou Delta en Atenas. El embajador de Ucrania en Grecia es Serhiy Shutenko desde 2020.

## Historia
Tras el colapso de la Unión Soviética, Ucrania se declaró independiente en diciembre de 1991, y Grecia reconoció la independencia de Ucrania el 31 de diciembre de 1991. Las relaciones diplomáticas se establecieron el 15 de enero de 1992. El junio de 1993, se abrió la Embajada de Ucrania en Atenas.
Desde 2003, el Ministerio de Relaciones Exteriores de Ucrania también mantiene un consulado general en la ciudad de Salónica.

## Embajadores
1. Boris Korneenko (1993-1997)
2. Yuriy Serheyev (1997-2000)
3. Viktor Kalnyk (2001-2005)
4. Valery Tsibukh (2005-2010)
5. Vladimir Shkurov (2010-2016)
6. Natalia Kosenko (2016-2018)
7. Serhiy Shutenko (2018-presente)